# 레이디스 앤 젠틀맨
《레이디스 앤 젠틀맨》(And Now... Ladies And Gentlemen)은 프랑스에서 제작된 끌로드 를르슈 감독의 2002년 멜로/로맨스, 스릴러, 드라마 영화이다. 제레미 아이언스 등이 주연으로 출연하였고 끌로드 를르슈 등이 제작에 참여하였다. 2002 칸 영화제에 상영되었다.

## 출연

### 주연
- 제레미 아이언스
- 파트리샤 카스

### 조연
- 띠에리 레미띠
- 알레산드라 말티네스
- 장-마리 비가드
- 티키 홀가도
- 이반 아탈

## 기타
- 공동제작: 폴 히치콕
- 의상: 피에르 비치어
- 배역: 알레트 고든

## KBS 성우진 (2005년 3월 6일)
- 설영범 - 발렌타인(제레미 아이언스)
- 성병숙 - 잔느(파트리샤 카스)
- 서혜정 - 프랑수와즈(알레산드라 마르티네즈)
- 고재균 - 지배인
- 김정아 - 제니(로물라 워커)
- 유민석 - 사장
- 안종국
- 김태연
- 이경자
- 박신영
- 이윤선
- 정옥주
- 임진응
- 사성웅
- 안용욱
- 김래환